# Saint-Trivier-sur-Moignans

Saint-Trivier-sur-Moignans este o comună în departamentul Ain din estul Franței.